# (8662) 1990 UT10
1990 يو تي 10 (ويعرف أيضًا باسم (8662) 1990 يو تي 10 وفق تسمية الكوكب الصغير) (بالإنجليزية: 1990 UT10)‏ هو كويكب ضمن حزام الكويكبات؛ وترتيبه 8662 من حيث الاكتشاف.
اكتُشف هذا الجُرم الفلكي بواسطة هيروشي كانيدا في 22 أكتوبر 1990.

## وصلات خارجية
- (8662) 1990 UT10 في قاعدة بيانات مختبر الدفع النفاث لأجرام النظام الشمسي الصغيرة

- الاكتشاف · مخطط المدار ·  العناصر المدارية · المعلمات المادية

- (8662) 1990 UT10 على موقع ويكي سكاي: DSS2, SDSS, GALEX, IRAS, Hydrogen α, X-Ray, Astrophoto, Sky Map, Articles and images